# Marcelo Hargreaves
Pour les articles homonymes, voir Hargreaves.
 Marcelo Hargreaves  est un joueur brésilien de volley-ball né le 18 juillet 1981 à Rio de Janeiro, Brésil. Il mesure 2,05 m et joue à la position centrale.
Avec 21 participations à l'équipe nationale junior du Brésil, il a gagné deux titres importants : champion sud-américain 1998, à Quito et champion aux Jeux Mondiaux de la Jeunesse 1998, à Moscou. 
En tant que professionnel, il a passé la majeure partie de sa carrière en Europe. Après avoir passé par l'Espagne et le GFCOA Ajaccio, il a vaincu deux fois le Championnat de France. Il est le dernier capitaine du Paris Volley à avoir levé la coupe, en 2009.
Ce joueur a été le meilleur contreur du Championnat de France dans sa saison en Corse, ainsi qu'à la ligue polonaise 2010 (PlusLiga). 
En Pologne il a été reconnu comme un grand leader, par son esprit combatif et sa qualité de jeu. Le "carioca" a été élu par les supporteurs d'Olsztyn comme leur joueur préféré et meilleur joueur de la saison.

## Palmarès
- Jeux Mondiaux de la Jeunesse
  - Vainqueur: 1998, Moscou
- Championnat de France (2)
  - Vainqueur : 2008, 2009

## Clubs
| Club                      | Pays    | De        | À         |
| ------------------------- | ------- | --------- | --------- |
| Banespa ES                | Brésil  | 2000-2001 | 2000-2001 |
| CR Flamengo               | Brésil  | 2001-2002 | 2001-2002 |
| Petrópolis Rio de Janeiro | Brésil  | 2002-2003 | 2002-2003 |
| Andorra TX                | Andorre | 2003-2004 | 2003-2004 |
| GFCO Ajaccio              | France  | 2004-2005 | 2004-2005 |
| Paris Volley              | France  | 2007-2008 | 2008-2009 |
| AZS Olsztyn               | Pologne | 2009-2010 |           |
| Londrina Sercomtel        | Brésil  | 2010-2011 |           |